# ヤロスラワ・シュウェドワ
ヤロスラワ・ヴャチェスラヴナ・シュウェドワ（Yaroslava Shvedova, ロシア語: Яросла́ва Вячесла́вовна Шве́дова, 1987年9月12日 - ）は、ロシア・モスクワ出身でカザフスタンの女子プロテニス選手。2010年のウィンブルドンと全米オープンで、バニア・キングと組んだダブルスで優勝した。WTAツアーでシングルス1勝、ダブルス13勝を挙げた。自己最高ランキングはシングルス25位、ダブルス3位。右利き、バックハンド・ストロークは両手打ち。

## 来歴
コーチの父親とプロランナーの母親の間に産まれたシュウェドワは、父親の手ほどきにより8歳でテニスを始め、2005年にプロに転向する。
2006年のウィンブルドン選手権で予選を勝ち抜き4大大会に初出場する。
2007年2月に行われたバンガロール・オープンの決勝でマラ・サンタンジェロを 6-4, 6-4 で破り女子ツアーでシングルス初優勝を果たした。全米オープンではステファニー・フォレッツと組んだ女子ダブルスでベスト8に進出している。
ロシアの女子テニス界は選手層が厚いため、2008年にシュウェドワはオリンピックの出場を目指してカザフスタン国籍を取得。フェドカップにカザフスタン代表として出場している。
2010年はシングルスでは全仏オープンで、2回戦の第8シードアグニエシュカ・ラドワンスカ（ポーランド）を 7-5, 6-3 、3回戦の第28シードアリサ・クレイバノワを 6-2, 4-6, 6-0 、4回戦ではヤルミラ・グロートを 6-4, 6-3 で破り、4大大会で初めてベスト8に進出した。準々決勝では第4シードのエレナ・ヤンコビッチに 5-7, 4-6 で敗れた。ダブルスではバニア・キングと組んでウィンブルドンでエレーナ・ベスニナ&ベラ・ズボナレワ組に 7–6(6), 6–2、全米オープンでリーゼル・フーバー&ナディア・ペトロワ組を 2-6, 6-4, 7–6(4) で破り優勝している。
2011年全米オープンではシングルスは予選で敗退したが、
ダブルスでは2年連続の決勝に進出した。決勝でリーゼル・フーバー&リサ・レイモンド組に 6–4, 6–7(5), 6–7(3) で競り負けて連覇を逃した。
シングルスは低迷が続き100位以下にまでランキングを落としていたが、2012年全仏オープンでは予選から勝ち上がり、4回戦で前年優勝の李娜を 3-6, 6-2, 6-0 で破りベスト8に進出した。準々決勝ではペトラ・クビトバに 6-3, 2-6, 4-6 で敗れた。続くウィンブルドンでは3回戦で全仏準優勝者のサラ・エラニを 6-0, 6-4 で破り4回戦に進出した。この試合の第1セットでは1ポイントも落とさず24ポイントを連取する「ゴールデン・セット」を4大大会で初めて達成した。公式戦での「ゴールデン・セット」は1968年のオープン化以降女子では初めてとなり、男子を含めても1983年にビル・スカンロンが達成して以来2人目である。4回戦では優勝したセリーナ・ウィリアムズに 1-6, 6-2, 5-7 で敗れた。7月のロンドン五輪でオリンピックに初出場した。シングルスでは2回戦でドイツのザビーネ・リシキに 6-4, 3-6, 5-7 で敗れた。ガリナ・ボスコボワと組んだダブルスも2回戦でロシアのマリア・キリレンコ&ナディア・ペトロワ組に 3-6, 2-6 で敗退した。2012年10月29日付けのシングルスランキングで自己最高の25位を記録し、2012年度のWTAアワードカムバック賞を受賞している。
2016年ウィンブルドン選手権ではシングルスでは4大大会で4年ぶりのベスト8に進出した。準々決勝ではビーナス・ウィリアムズに 6-7(5), 2-6 で敗れた。ティメア・バボシュと組んだダブルスでは決勝に進出しセリーナ・ウィリアムズ&ビーナス・ウィリアムズ組に 3-6, 4-6 で敗れ準優勝となった。
シュウェドワは2017年全仏オープンを最後に公式戦出場から遠ざかり、2018年10月に双子を出産した。
2021年に34歳で現役を引退した。ビリー・ジーン・キング・カップカザフスタン代表の監督に就任している。

## WTAツアー決勝進出結果

### シングルス: 1回 (1勝1敗)
| 大会グレード          | 大会グレード                 |
| 2008年以前            | 2009年以後                   |
| --------------------- | ---------------------------- |
| グランドスラム (0–0)  |                              |
| WTAファイナルズ (0–0) |                              |
| ティア I (0–0)        | プレミア・マンダトリー (0-0) |
| ティア I (0–0)        | プレミア5 (0-0)              |
| ティア II (0–0)       | プレミア (0–0)               |
| ティア III (1–0)      | インターナショナル (0–1)     |
| ティア IV ＆ V (0–0)  | インターナショナル (0–1)     |

| 結果   | No. | 決勝日        | 大会         | サーフェス | 対戦相手             | スコア      |
| ------ | --- | ------------- | ------------ | ---------- | -------------------- | ----------- |
| 優勝   | 1.  | 2007年2月18日 | バンガロール | ハード     | マラ・サンタンジェロ | 6–4, 6–4    |
| 準優勝 | 1.  | 2015年4月19日 | ボゴタ       | クレー     | テリアナ・ペレイラ   | 6–7(2), 1–6 |

### ダブルス: 28回 (13勝15敗)
| 大会グレード          | 大会グレード                 |
| 2008年以前            | 2009年以後                   |
| --------------------- | ---------------------------- |
| グランドスラム (2–4)  |                              |
| WTAファイナルズ (0–0) |                              |
| ティア I (0–0)        | プレミア・マンダトリー (1-1) |
| ティア I (0–0)        | プレミア5 (1-2)              |
| ティア II (0–0)       | プレミア (2–2)               |
| ティア III (0–1)      | インターナショナル (7–5)     |
| ティア IV ＆ V (0–0)  | インターナショナル (7–5)     |

| 結果   | No. | 決勝日         | 大会               | サーフェス    | パートナー                   | 対戦相手                                                  | スコア              |
| ------ | --- | -------------- | ------------------ | ------------- | ---------------------------- | --------------------------------------------------------- | ------------------- |
| 準優勝 | 1.  | 2008年9月14日  | シンシナティ       | ハード        | 謝淑薇                       | マリア・キリレンコ ナディア・ペトロワ                     | 3–6, 6–4, [8–10]    |
| 優勝   | 1.  | 2009年2月15日  | パタヤ             | ハード        | タマリネ・タナスガーン       | ユリア・ベイゲルジマー ビタリア・ディアチェンコ           | 6–3, 6–2            |
| 準優勝 | 2.  | 2010年4月11日  | マルベーリャ       | クレー        | マリア・コンドラチェワ       | サラ・エラニ ロベルタ・ビンチ                             | 4–6, 2–6            |
| 準優勝 | 3.  | 2010年6月19日  | スヘルトーヘンボス | 芝            | バニア・キング               | アーラ・クドゥリャフツェワ アナスタシア・ロディオノワ     | 6–3, 3–6, [6–10]    |
| 優勝   | 2.  | 2010年7月3日   | ウィンブルドン     | 芝            | バニア・キング               | エレーナ・ベスニナ ベラ・ズボナレワ                       | 7–6(6), 6–2         |
| 優勝   | 3.  | 2010年9月13日  | 全米オープン       | ハード        | バニア・キング               | リーゼル・フーバー ナディア・ペトロワ                     | 2-6, 6-4, 7–6(4)    |
| 準優勝 | 4.  | 2011年5月15日  | ローマ             | クレー        | バニア・キング               | 彭帥 鄭潔                                                 | 2–6, 3–6            |
| 優勝   | 4.  | 2011年7月31日  | ワシントンD.C.     | ハード        | サニア・ミルザ               | オリガ・ゴボツォワ アーラ・クドゥリャフツェワ             | 6–3, 6–3            |
| 優勝   | 5.  | 2011年8月20日  | シンシナティ       | ハード        | バニア・キング               | ナタリー・グランディン ブラディミラ・ウーリロバ           | 6–4, 3–6, [11–9]    |
| 準優勝 | 5.  | 2011年9月11日  | 全米オープン       | ハード        | バニア・キング               | リーゼル・フーバー リサ・レイモンド                       | 6–4, 6–7(5), 6–7(3) |
| 準優勝 | 6.  | 2011年10月16日 | 大阪               | ハード        | バニア・キング               | クルム伊達公子 張帥                                       | 5–7, 6–3, [9–11]    |
| 優勝   | 6.  | 2011年10月22日 | モスクワ           | ハード (室内) | バニア・キング               | アナスタシア・ロディオノワ ガリナ・ボスコボワ             | 7–6(3), 6–3         |
| 準優勝 | 7.  | 2012年4月8日   | チャールストン     | クレー        | アナベル・メディナ・ガリゲス | アナスタシア・パブリュチェンコワ ルーシー・サファロバ     | 7–5, 4–6, [6–10]    |
| 準優勝 | 8.  | 2012年5月5日   | エストリル         | クレー        | ガリナ・ボスコボワ           | 荘佳容 張帥                                               | 6-4, 1-6, [9-11]    |
| 準優勝 | 9.  | 2013年1月5日   | オークランド       | ハード        | ユリア・ゲルゲス             | カーラ・ブラック アナスタシア・ロディオノワ               | 6–2, 2–6, [5–10]    |
| 優勝   | 7.  | 2013年3月1日   | フロリアノーポリス | ハード        | アナベル・メディナ・ガリゲス | アン・キオザボング バレリア・サビニフ                     | 6-0, 6-4            |
| 優勝   | 8.  | 2013年9月14日  | タシケント         | ハード        | ティメア・バボシュ           | オリガ・ゴボツォワ マンディ・ミネラ                       | 6–3, 6–3            |
| 優勝   | 9.  | 2014年2月28日  | フロリアノーポリス | ハード        | アナベル・メディナ・ガリゲス | フランチェスカ・スキアボーネ シルビア・ソレル＝エスピノサ | 7–6(1), 2–6, [10–3] |
| 優勝   | 10. | 2014年4月6日   | チャールストン     | クレー        | アナベル・メディナ・ガリゲス | 詹詠然 詹皓晴                                             | 7–6(4), 6–2         |
| 優勝   | 11. | 2015年5月9日   | マドリード         | クレー        | ケーシー・デラクア           | ガルビネ・ムグルサ カルラ・スアレス・ナバロ               | 6–3, 6–7(4), [10–5] |
| 準優勝 | 10. | 2015年6月7日   | 全仏オープン       | クレー        | ケーシー・デラクア           | ベサニー・マテック＝サンズ ルーシー・サファロバ           | 6–3, 4–6, 2–6       |
| 準優勝 | 11. | 2015年8月23日  | シンシナティ       | ハード        | ケーシー・デラクア           | 詹皓晴 詹詠然                                             | 4–6, 5–7            |
| 準優勝 | 12. | 2015年9月13日  | 全米オープン       | ハード        | ケーシー・デラクア           | マルチナ・ヒンギス サニア・ミルザ                         | 3–6, 3–6            |
| 優勝   | 12. | 2015年10月18日 | 香港               | ハード        | アリーゼ・コルネ             | ララ・アルアバレナ アンドレヤ・クレパーチ                 | 7–5, 6–4            |
| 準優勝 | 13. | 2016年4月3日   | マイアミ           | ハード        | ティメア・バボシュ           | ベサニー・マテック＝サンズ ルーシー・サファロバ           | 3-6, 4-6            |
| 優勝   | 13. | 2016年6月12日  | スヘルトーヘンボス | 芝            | オクサナ・カラシニコワ       | クセーニャ・クノル アレクサンドラ・クルニッチ             | 6–1, 6–1            |
| 準優勝 | 14. | 2016年7月9日   | ウィンブルドン     | 芝            | ティメア・バボシュ           | セリーナ・ウィリアムズ ビーナス・ウィリアムズ             | 3-6, 4-6            |
| 準優勝 | 15. | 2017年2月18日  | ドーハ             | ハード        | オリガ・サブチュク           | アビゲイル・スピアーズ カタリナ・スレボトニク             | 3–6, 6–7(7)         |

## 4大大会ダブルス優勝
- ウィンブルドン 女子ダブルス：1勝（2010年）
- 全米オープン 女子ダブルス：1勝（2010年）

（全仏オープン女子ダブルス準優勝：2015年/年混合ダブルス準優勝：2010年）

## 4大大会シングルス成績
略語の説明
| W | F | SF | QF | #R | RR | Q# | LQ | A | Z# | PO | G | S | B | NMS | P | NH |

W=優勝, F=準優勝, SF=ベスト4, QF=ベスト8, #R=#回戦敗退, RR=ラウンドロビン敗退, Q#=予選#回戦敗退, LQ=予選敗退, A=大会不参加, Z#=デビスカップ/BJKカップ地域ゾーン, PO=デビスカップ/BJKカッププレーオフ, G=オリンピック金メダル, S=オリンピック銀メダル, B=オリンピック銅メダル, NMS=マスターズシリーズから降格, P=開催延期, NH=開催なし.
| 大会           | 2006 | 2007 | 2008 | 2009 | 2010 | 2011 | 2012 | 2013 | 2014 | 2015 | 2016 | 2017 | 2018 | 2019 | 2020 | 2021 | 通算成績 |
| -------------- | ---- | ---- | ---- | ---- | ---- | ---- | ---- | ---- | ---- | ---- | ---- | ---- | ---- | ---- | ---- | ---- | -------- |
| 全豪オープン   | A    | LQ   | 2R   | 1R   | 2R   | A    | LQ   | 1R   | 1R   | 3R   | 2R   | 1R   | A    | A    | A    | 1R   | 5–9      |
| 全仏オープン   | LQ   | 1R   | LQ   | 3R   | QF   | 1R   | QF   | 2R   | 2R   | 1R   | 1R   | 1R   | A    | A    | A    | A    | 12–10    |
| ウィンブルドン | 1R   | 1R   | LQ   | 2R   | 2R   | 1R   | 4R   | 2R   | 4R   | 1R   | QF   | A    | A    | A    | NH   | A    | 13–9     |
| 全米オープン   | LQ   | 1R   | 1R   | 3R   | 1R   | LQ   | 2R   | 3R   | 1R   | LQ   | 4R   | A    | A    | A    | A    | 1R   | 8–9      |

※: 2013年ウィンブルドン2回戦の不戦敗は通算成績に含まない